# Denise Perrier
Denise Perrier (nascida em 1935) é uma modelo francesa que venceu os concursos Miss França e Miss Mundo 1953. Ela é a única de seu país a ser coroada nessa competição internacional.
No mesmo ano, sua conterrânea Christiane Martel venceu o Miss Universo 1953.

## Vida após o Miss Mundo
Nos anos que se seguiram, Denise participou de alguns filmes, com destaque para A Mulher de Pequim (1967) e seu papel como a Bond Girl Marie em Diamonds Are Forever.
Em 2012 ela disse ao site francês Pure People "que há muito ela espera que outra francesa vença e a suceda".
Denise foi jurada de algumas edições do Miss Mundo e em abril de 2016 foi uma das convidadas para a cerimônia de premiação de Julia Morley nos EUA com o Variety Humanitarian Award.
Atualmente ela vive em Nice, na França.